# Fehérbélű egyrétűtapló
A fehérbélű egyrétűtapló (Irpex lacteus) a Steccherinaceae családba tartozó, a világ mérsékelt övi zónájában elterjedt, elhalt fatörzseken növő taplógombafaj.

## Megjelenése
A fehérbélű egyrétűtapló termőteste fehéres, világos sárgásbarnás bevonatot képez az elhalt fatörzseken, ágakon. A termőréteg 2-3 mm vastag, eredetileg pórusos, de nem alkot egyenletes felületet, hanem sűrűn (2-3 pórus/mm) tüskés-fogas jellegű. A tüskék 6 mm hosszúak is lehetnek. A termőtest szélén kis polcszerű képződmények, sőt kis (1-4 cm-es), vese alakú vagy szabálytalan kalapok fejlődhetnek. Tönkje nincs.
Húsa vékony, fehéres, szívós. 
Spórapora fehér. Spórája elliptikus vagy majdnem hengeres, sima, mérete 5-7 x 2-3 µm. 

## Elterjedése és termőhelye
A világ mérsékelt övi zónáiban elterjedt. Magyarországon nem ritka.
Elhalt vagy legyengült lombos fák (leginkább vadcseresznye) vagy ritkán fenyők ágain törzsén él, azok faanyagát bontja, abban fehér korhadást okoz. Termőteste egész évben látható.

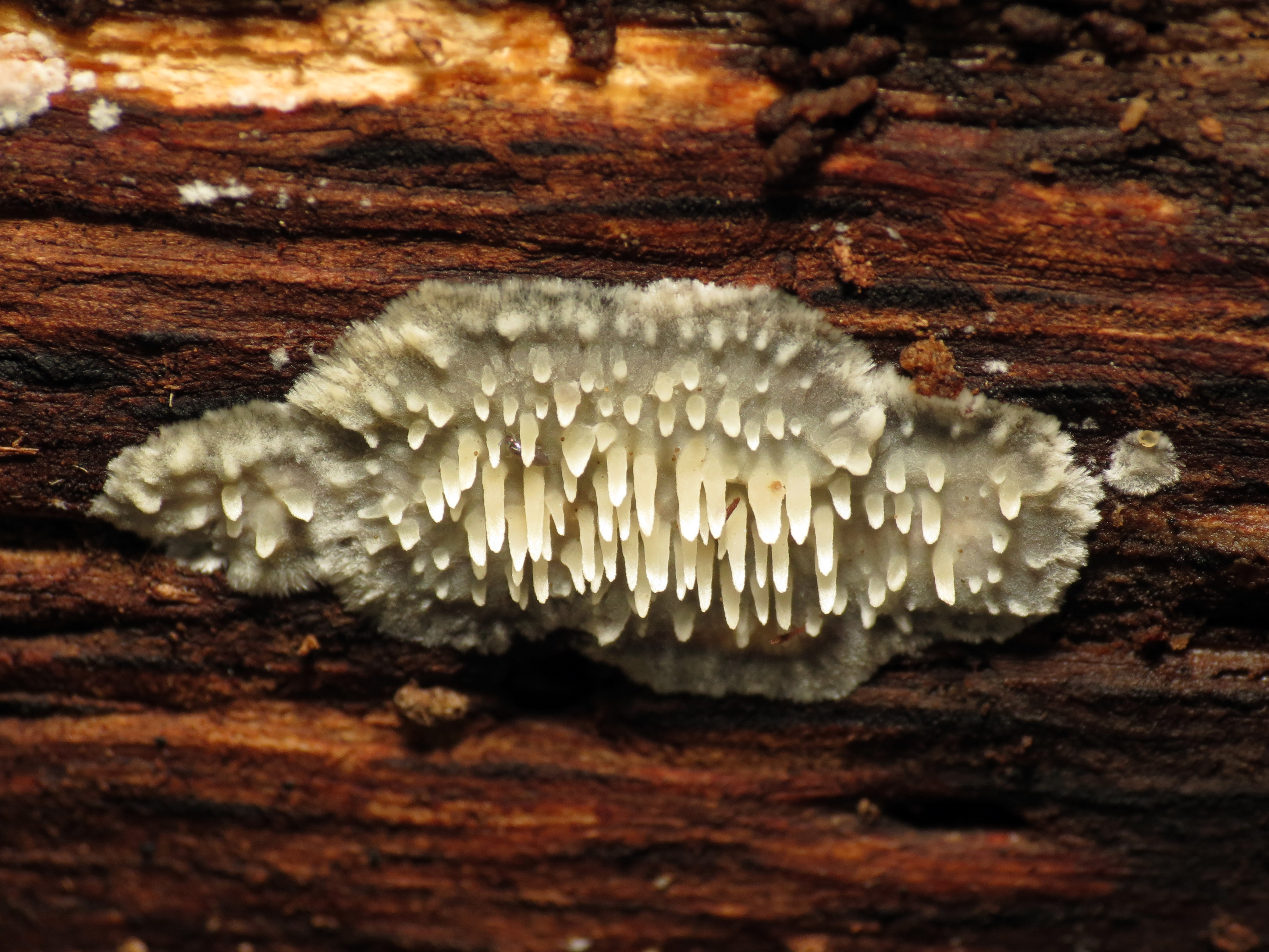
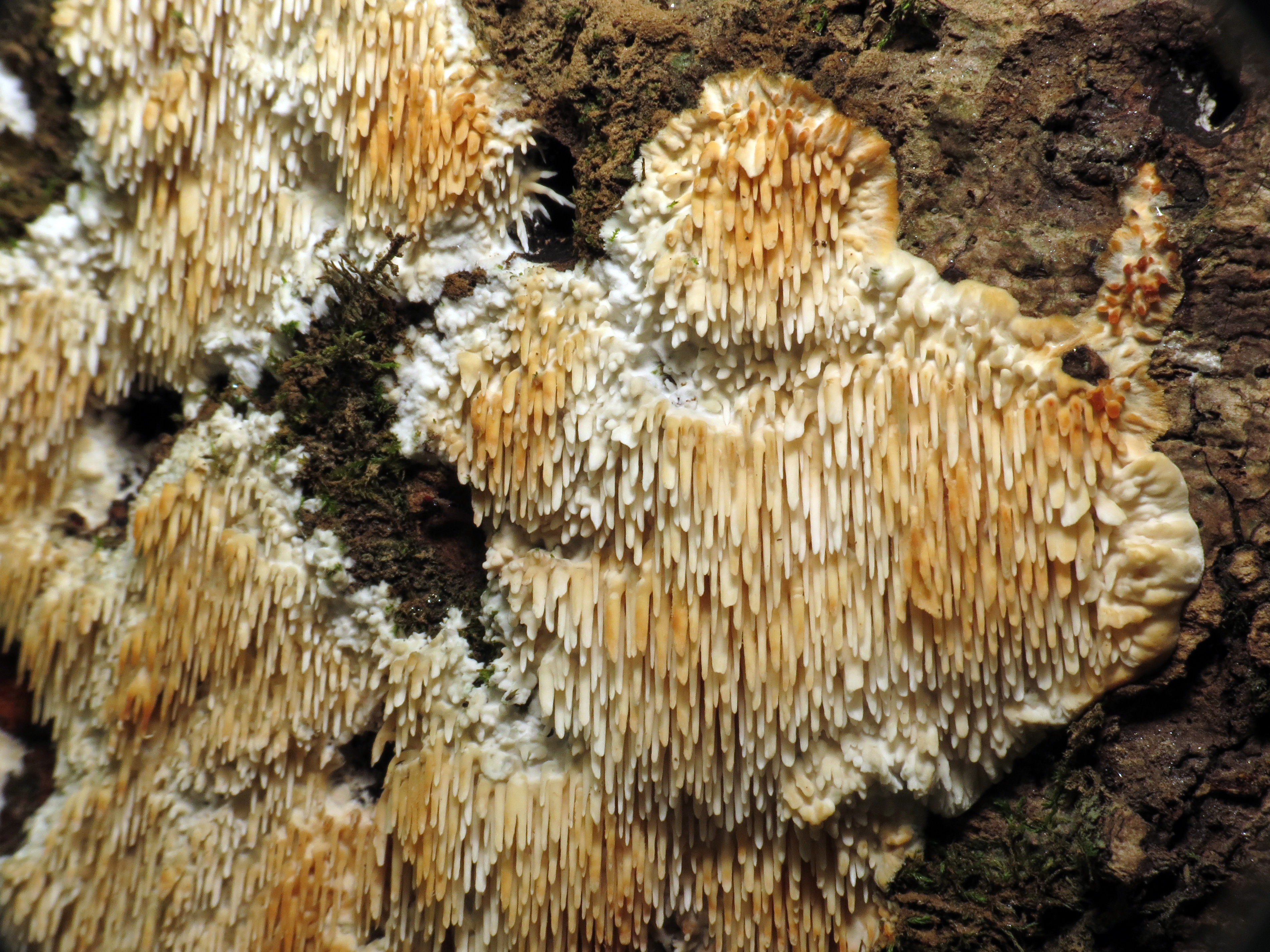
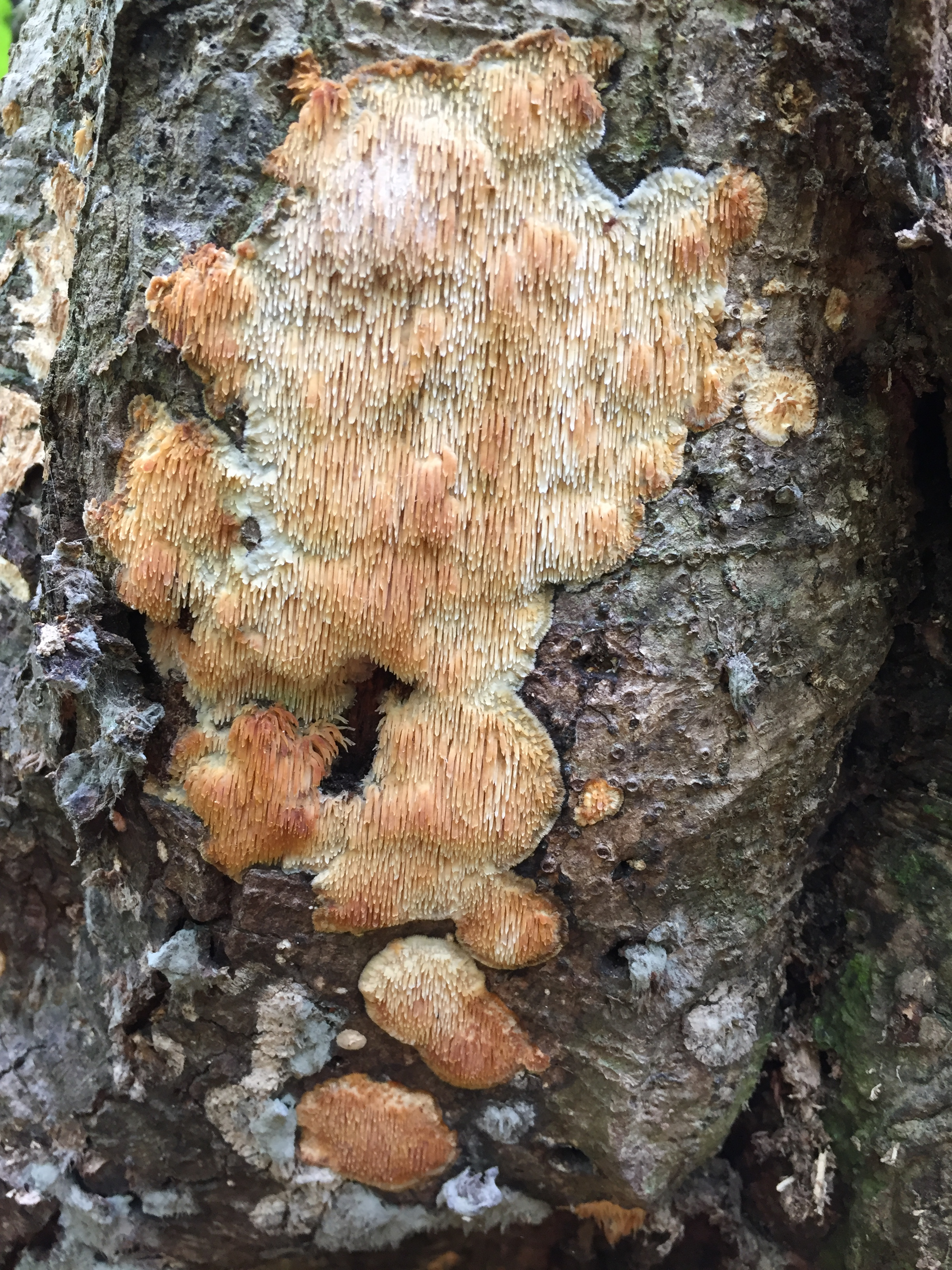
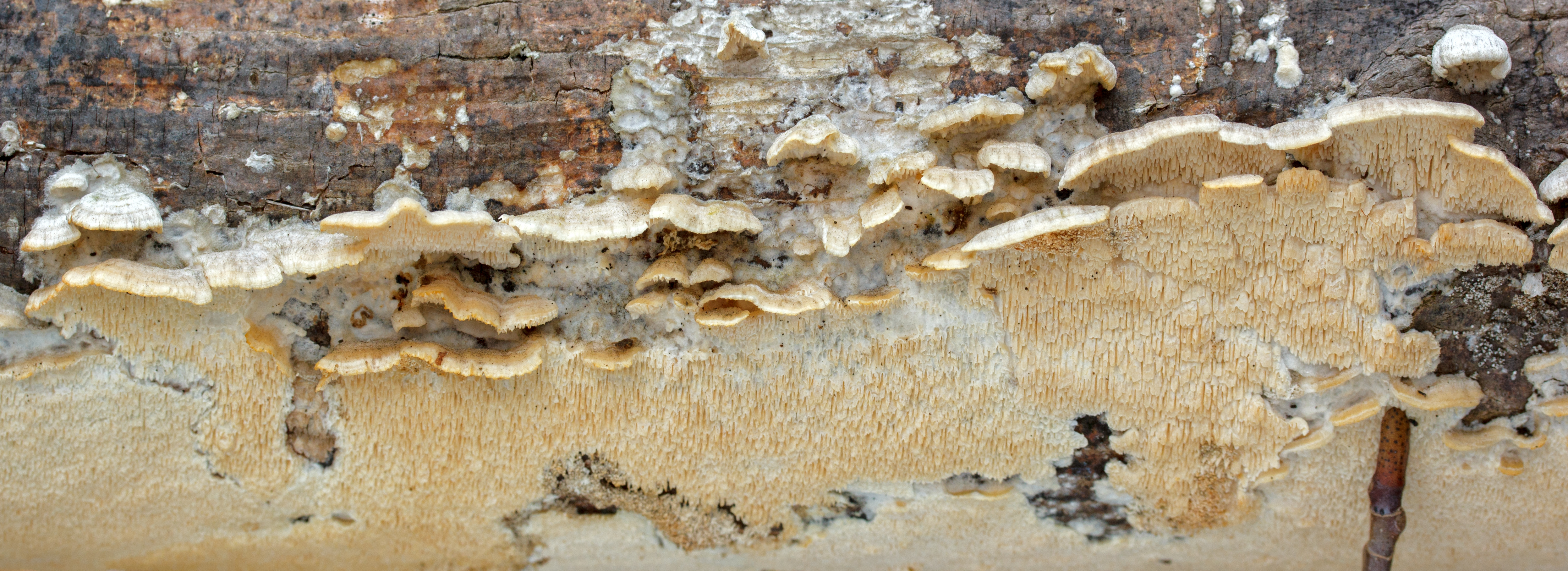
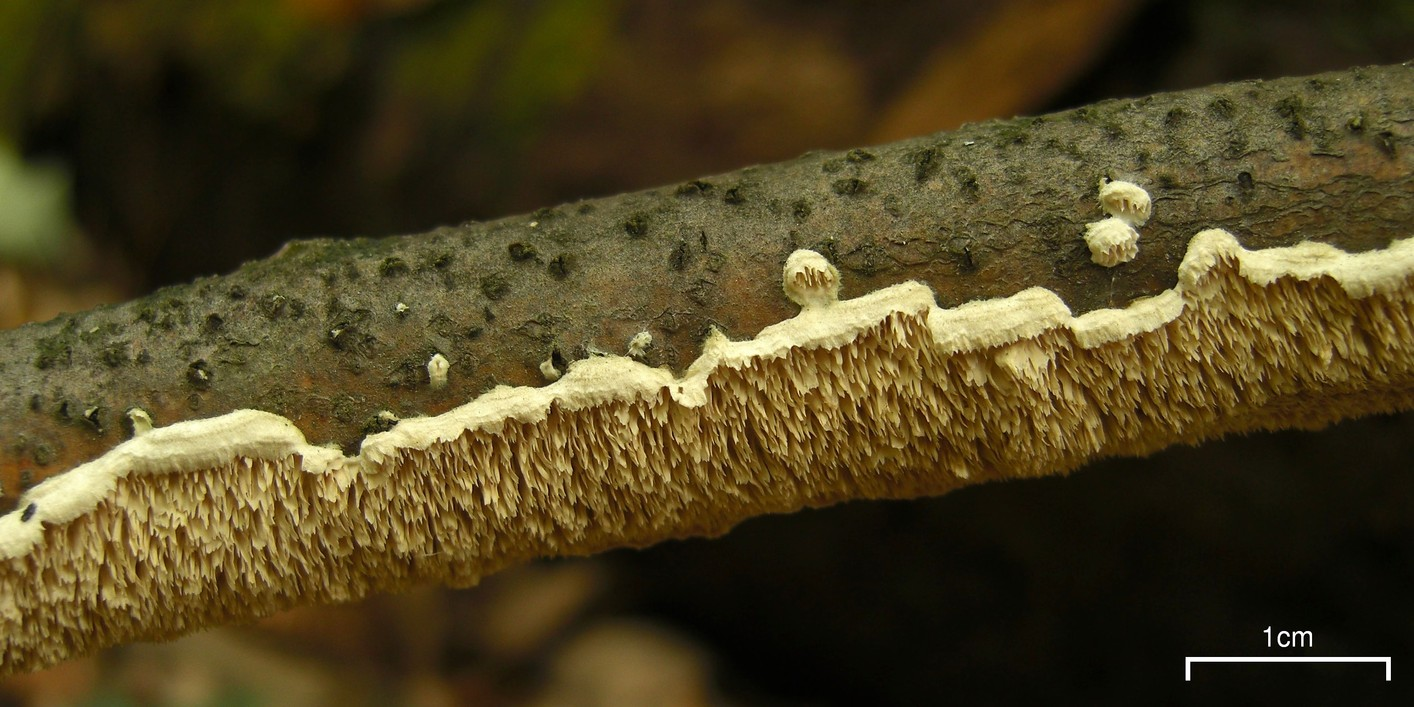

Nem ehető.